# Fédération slovène d'athlétisme
La Fédération slovène d'athlétisme (en slovène Atletska zveza Slovenije AZS) est la fédération d'athlétisme de la Slovénie, affiliée à l'Association européenne d'athlétisme et à l'IAAF depuis 1993 mais dont la date officielle de création est 1948.